# Fackförbund
Ett fackförbund är en organisation sammansatt av fackföreningar inom samma bransch. 
Fackförbund organiserar främst arbetstagare men kan även rymma egenföretagare som läkare och tandläkare med egen praktik. En del fackförbund är uppbyggda efter yrkesförbundsprincipen (t.ex. Elektrikerförbundet och Universitetslärarförbundet) medan andra organiserar flera yrken inom en eller flera branscher (t.ex. Pappers, IF Metall eller Unionen). De senare tillämpar industriförbundsprincipen, vilket ibland betecknas som en vertikal organisationsmodell. 
Fackförbundets uppgift är att hjälpa och stödja sina medlemmar när det gäller löner och anställningsvillkor, vidareutbildning, arbetsmiljö, jämställdhet samt hur arbetet är organiserat. På de flesta arbetsplatser finns kollektivavtal. Det är ett skriftligt avtal mellan fackförening och arbetsgivare som reglerar löner, anställningsvillkor och andra förhållanden på arbetsplatsen. Normalt utses skyddsombud på tre år av fackföreningen. Om det inte finns någon facklig representation kan arbetstagarna själva välja ett skyddsombud och sedan meddela arbetsgivaren detta. Enligt arbetsmiljölagen  ska alla arbetsplatser med fler än fem anställda ha ett skyddsombud som representerar arbetstagarna. 
Facket fungerar som en förening. Medlemmarna i den lokala fackklubben väljer sina representanter till avdelningen och avdelningens representanter väljs till fackförbundets kongress, som är förbundets högsta beslutande organ, som i sin tur väljer fackförbundets styrelse. Svenska Målareförbundet är det äldsta fackförbundet i Sverige.
På arbetsplatser finns lokalt förtroendevalda fackliga företrädare som förhandlar med arbetsgivaremotparter. 

## Situationen i Sverige
I Sverige ingår de flesta fackförbund i endera av tre fackliga centralorganisationer. Förbunden inom LO organiserar arbetare, förbunden inom TCO tjänstemän och förbunden inom Saco akademiker. Unionen  är Sveriges största fackförbund. I en internationell jämförelse är den fackliga organisationsgraden, andelen av de anställda som är medlemmar i ett fackförbund, hög i Sverige. På den svenska arbetsmarknaden som helhet var organisationsgraden år 2022 69 procent, högre bland tjänstemän (73 procent) än bland arbetare (59 procent), och något högre bland kvinnor (73 procent) än män (65 procent).

## Internationell jämförelse
Situationen i övriga nordiska länder är mycket lik den i Sverige, med en hög facklig organisationsgrad. Inom EU:s medlemsländer är situationen varierande avseende organisationsgrad och fackföreningarnas roll.
En helt annan situation avseende fackföreningar kan illustreras av USA, där den fackliga organisationsgraden är avsevärt lägre (11 procent 2018), och många arbetsgivare uppges motarbeta fackföreningar på sina arbetsplatser. Fackligt medlemskap förekommer i huvudsak bland arbetare i vissa branscher (inte minst traditionell tillverkningsindustri) och offentliganställda. Bland övriga tjänstemän och akademiker är fackligt medlemskap mycket ovanligt, men medlemskap i någon form av yrkesorganisation är vanligt förekommande. Dessa yrkesorganisationer ser sig inte som fackförbund, men man kan notera att många av dem ägnar sig åt frågor såsom publicering av lönestatistik, bevakning av utbildningskvalitet inom yrket och opinionsbildande verksamhet; allt detta kan i Sverige och Norden förekomma inom ramen för ett fackförbund.